# Ribes sandalioticum
Ribes sandalioticum är en ripsväxtart som först beskrevs av Pier Virgilio Arrigoni, och fick sitt nu gällande namn av P.V. Arrigoni. Ribes sandalioticum ingår i släktet ripsar, och familjen ripsväxter. Inga underarter finns listade i Catalogue of Life.